# Krzna Północna
Krzna Północna – mała rzeka przepływająca przez Równinę Łukowską, łącząca się z Krzną Południową w Międzyrzecu Podlaskim (Południowe Podlasie) i tworząca w ten sposób Krznę. Podobnie jak Krzna Południowa wypływa ona z kompleksu leśnego Lasów Łukowskich, którego centrum stanowiło niegdyś niedostępne bagno Jata, a dziś jest to rezerwat leśny o tej nazwie. Krzna Północna jest rzeką krótszą niż niemal równolegle płynąca Krzna Południowa, prowadzi mniej wody, ale ma większe dorzecze.
W epoce plejstocenu, podczas regresji lądolodu fennoskandzkiego ze zlodowacenia Warty, jej dolina była jednym ze szlaków odpływu wód roztopowych na wschód. Obecnie odwadnia północny skraj Równiny Łukowskiej, szczególnie pozostałości sandru.
Na znacznym odcinku, zwłaszcza w początkowym i środkowym swym biegu, rzeka jest uregulowana i płynie dość prostoliniowo. Od rezerwatu Jata do Gołaszyna znajduje się w Łukowskim Obszarze Chronionego Krajobrazu. Ważniejsze miejscowości położone nad Krzną Północną: Łuków (północny kraniec miasta), Trzebieszów i Międzyrzec Podlaski.